# Vector (игра)
Vector — игра в жанре платформер, разработанная российской студией Nekki в 2012 году.

## Сюжет
Согласно пресс-релизу компании Nekki: «Vector — захватывающая игра в стиле „аркада“, в которой вы играете за человека, бросившего вызов системе и пустившегося в бега. Бегайте, прыгайте и взбирайтесь на горы, используя технику, которая основана на движениях, взятых из паркура, но помните о „Большом Брате“, который идёт за вами по горячим следам!».

## Критика
| Иноязычные издания    | Иноязычные издания |
| Издание               | Оценка             |
| --------------------- | ------------------ |
| Eurogamer             | 7/10               |
| GameSpot              | 7/10               |
| Gamezebo              | 8/10               |
| Русскоязычные издания |                    |
| Издание               | Оценка             |
| 3DNews                | 8/10               |

Дамьен МакФерран из издания Pocket Gamer оценил Android-версию игры на 8 звёзд из 10 и написал, что играбельность Вектора полностью компенсирует отсутствие в игре каких-либо инноваций. Издание Slide to Play в их обзоре версии для iOS написало, что «Vector — фантастический симулятор свободного бега, созданный с любовью», хотя рецензент описывал геймплей как «немного повторяющийся время от времени». Рассматривая версию для Facebook, Пит Дэйвисон, автор блога Adweek’s SocialTimes, назвал её «впечатляющей игрой во всех отношениях», но добавил, что игру следует лучше адаптировать для социальных сетей. Лейф Джонсон, обозреватель версии для Facebook из Gamezebo, оценил её на 4 звезды из 5. Джонсон охарактеризовал геймплей, как иногда требующий от игрока повторяющихся действий, но пришёл к заключению, что игра — «довольно забавная, и гораздо более сложная, чем большинство игр на Facebook». Кэмерон Вулси из GameSpot оценил версию для ПК на 7 звёзд из 10 и написал, что, несмотря на все повторяющиеся ситуации, игра напоминает «переменчивую гоночную аркаду».

## Сиквелы и спин-офф
Продолжением игры Vector стала практически аналогичная игра Vector 2 и три игры спин-офф серии, Shadow Fight, Shadow Fight 2 и Shadow Fight 3. Последние были отмечены в прессе как «духовные преемники серии Vector».